# El Papiol
El Papiol – gmina w Hiszpanii, w prowincji Barcelona, w Katalonii, o powierzchni 8,76 km². W 2011 roku gmina liczyła 4014 mieszkańców.